# サンネ・ファンデイケ
サンネ・ファン・デイケ（Sanne Van Dijke 1995年7月21日- ）はオランダ・北ブラバント州ヘースウェイク・ディンター出身の柔道選手。「サネ・ファンダイケ」「サネ・ファンダイク」、「サンエ・ファンダイク」とも表記される。階級は70kg級。なお、LGBTであることを公表しており、78㎏級のナタリー・パウエルと交際している。

## 人物
2011年のヨーロッパユースオリンピックフェスティバル70kg級で3位になったが、世界カデでは7位だった。
2014年のヨーロッパジュニアで優勝するも、世界ジュニアでは7位に終わった。
2015年のヨーロッパジュニアで2位になると、世界ジュニアでも5位だったが、団体戦では3位に入った。
2017年にはグランドスラム・パリで3位になると、ヨーロッパ選手権とグランドスラム・エカテリンブルグでは優勝を飾った。
2018年にはグランドスラム・デュッセルドルフとワールドマスターズで3位に入った。
2019年のワールドマスターズでは決勝で同僚のキム・ポリングに敗れて2位だった。
2021年のヨーロッパ選手権では優勝した。結果として、国内のライバルであるポリングより評価されて、東京オリンピック代表に選ばれた。世界選手権では準決勝で大野陽子に逆転負けするも3位になった。7月に日本武道館で開催された東京オリンピックでは準決勝でオーストリアのミヒャエラ・ポレレスに敗れるも3位になった。
2022年のヨーロッパ選手権では2位だったが、グランドスラム・トビリシで優勝した。世界選手権では準々決勝で敗れるも、その後の3位決定戦で田中志歩が足を負傷したため棄権勝ちして3位になった。なお、田中を抱き上げて畳から降りた。2023年の世界団体では3位になった。ワールドマスターズでは準決勝で世界チャンピオンの新添左季に反則勝ちするなどして優勝した。グランドスラム・東京では決勝で田中を裏投で破って優勝した。
2024年のパリオリンピックでは準々決勝で新添を技ありで破るも、準決勝でクロアチアのバルバラ・マティッチに敗れるなどして5位に終わった。また、準々決勝で新添に勝利した直後、礼をせずにすぐさま観客を煽るジェスチャーを取り、この柔道精神に反する行為に批判的な声が上がった。グランプリ・ザグレブでは78㎏級で優勝した。
2025年の世界選手権では3位になった。
IJF世界ランキングは5041ポイント獲得で1位(25/6/2現在)。

## 主な戦績
70㎏級での戦績
- 2011年 - ヨーロッパユースオリンピックフェスティバル　3位
- 2011年 - 世界カデ　7位
- 2013年 - ベルギージュニア国際　2位
- 2014年 - ベルギージュニア国際　優勝
- 2014年 - ヨーロッパジュニア　優勝
- 2014年 - 世界ジュニア　7位
- 2014年 - U23ヨーロッパ選手権　優勝
- 2015年 - グランプリ・デュッセルドルフ　3位
- 2015年 - ヨーロッパジュニア　2位
- 2015年 - 世界ジュニア　個人戦　5位　団体戦　3位
- 2016年 - ヨーロッパオープン・マドリード　優勝
- 2017年 - グランドスラム・パリ　3位
- 2017年 - ヨーロッパ選手権　優勝
- 2017年 - グランドスラム・エカテリンブルグ　優勝
- 2017年 - グランプリ・ハーグ　2位
- 2018年 - グランドスラム・デュッセルドルフ　3位
- 2018年 - グランプリ・フフホト　優勝
- 2018年 - グランプリ・ブダペスト　2位
- 2018年 - グランプリ・ハーグ　2位
- 2018年 - ワールドマスターズ　3位
- 2019年 -　グランプリ・テルアビブ　3位
- 2019年 - ヨーロッパ競技大会　2位
- 2019年 - グランプリ・ザグレブ　3位
- 2019年 -　グランドスラム・アブダビ　2位
- 2019年 -　ワールドマスターズ　2位
- 2020年 - ヨーロッパ選手権　2位
- 2021年 -　グランドスラム・テルアビブ　3位
- 2021年 -　ヨーロッパ選手権　優勝
- 2021年 -　世界選手権　3位
- 2021年 -　東京オリンピック　3位
- 2021年 -　東京オリンピック混合団体　5位
- 2022年 -　グランドスラム・テルアビブ　2位
- 2022年 -　ヨーロッパ選手権　2位
- 2022年 -　グランドスラム・トビリシ　優勝
- 2022年 -　世界選手権　3位
- 2022年 -　グランドスラム・バクー　優勝
- 2022年 -　ヨーロッパ選手権 団体戦　2位
- 2023年 -　グランドスラム・トビリシ　2位
- 2023年 -　世界団体　3位
- 2023年 -　グランドスラム・アスタナ　2位
- 2023年 -　ヨーロッパ競技大会　団体戦　3位
- 2023年 -　ワールドマスターズ　優勝
- 2023年 -　ヨーロッパ選手権　3位
- 2023年 -　グランドスラム・東京　優勝
- 2024年 -　グランドスラム・トビリシ　2位
- 2024年 - パリオリンピック　5位
- 2024年 - グランプリ・ザグレブ　優勝(78㎏級)
- 2025年 -　グランドスラム・トビリシ　2位
- 2025年 - 世界選手権　3位

(出典、JudoInside.com)